# ヨウ化クロム
ヨウ化クロム（ヨウかクロム、英 chromium iodide）はクロムのヨウ化物で、二価と三価の存在が知られている。

## ヨウ化クロム(II)
ヨウ化クロム(II)（ヨウかクロム に、英 chromium(II) iodide）は、二価のクロムのヨウ化物で、化学式 CrI2 で表される無機化合物。二ヨウ化クロムとも呼ばれる。

### 製法
ヨウ化クロム(III)を309~373℃の真空中で熱分解する方法が確実と考えられている。ほかに、ヨウ化クロム(III)をヨウ化水素で還元する、真空中で電解クロムの粉末をヨウ素とともに700~850℃に熱する、ヨウ化水素酸にクロムを溶解するなどの方法が考えられているが、確認されていない。

### 性質
吸湿性があり、真空中で熱すると昇華する。アミン類と、多種の錯塩を生じる。

## ヨウ化クロム(III)
ヨウ化クロム(III)（ヨウかクロム、英 chromium(III) iodide）は、三価のクロムのヨウ化物で、化学式CrI3で表される無機化合物。三ヨウ化クロムとも呼ばれる。九水和物として存在するとされている。

### 製法
重クロム酸カリウムと濃厚ヨウ化水素酸を混合して加熱する、酸化クロム(III)をヨウ化水素酸に溶解する、熱したクロムにヨウ素と窒素の混合気体を接触させるなどの方法が考えられている。無水物は金属クロムの粉末とヨウ素を真空中で500℃に加熱する、九水和物は炭酸バリウムを水に懸濁させたのちヨウ化水素と反応させ、硫酸クロムと反応させる方法がとられている。

### 性質
常温では安定している。水に不溶であるが、クロム(II)イオンの存在下では可溶となる。200℃以上に加熱するとヨウ化クロム(II)とヨウ素とに分解する。通常は吸湿性のある九水和物として存在し、放置すると分解して緑色の粉末とヨウ化水素になる。エタノールとアセトンに可溶であるが、クロロホルムには不溶である。